# Ariyoshi Saori
Ariyoshi Saori (有吉 佐織, sinh ngày 1 tháng 11 năm 1987) là một cầu thủ bóng đá nữ người Nhật Bản.

## Đội tuyển bóng đá nữ quốc gia Nhật Bản
Ariyoshi Saori thi đấu cho đội tuyển bóng đá nữ quốc gia Nhật Bản.

## Thống kê sự nghiệp
| Nhật Bản  | Nhật Bản | Nhật Bản |
| Năm       | Trận     | Bàn      |
| --------- | -------- | -------- |
| 2012      | 5        | 0        |
| 2013      | 8        | 0        |
| 2014      | 17       | 0        |
| 2015      | 12       | 1        |
| 2016      | 7        | 0        |
| Tổng cộng | 49       | 1        |